# Az-Zâhir Qânsûh
Pour les articles homonymes, voir Az-Zahir.
Az-Zâhir Qânsûh (1473- ?) est un sultan mamelouk burjite qui règne en Égypte de 1498 à 1500.

## Biographie
Le comportement particulièrement débauché d'An-Nâsir Muhammad et son goût pour les armes à feu que les Mamelouks continuent à se refuser à employer amène le chancelier Tuman Bay à le faire arrêter, il est abattu et son corps est abandonné. Son oncle Az-Zâhir Qânsûh, ancien esclave circassien de Qaitbay lui succède et prend le titre d’Az-Zâhir. Az-Zâhir Qânsûh n'a que vingt-cinq ans lors de son arrivée au pouvoir. Quelques mois après son arrivée au pouvoir, il apprend qu'il est menacé par un complot. Il s'enfuit déguisé en femme, mais il est arrêté et exilé à Alexandrie où l'on perd sa trace.
Janbalat qui lui succède est l'époux d'une très riche esclave du harem.